# Polia bimaculosa
Polia bimaculosa är en fjärilsart som beskrevs av Eugen Johann Christoph Esper 1788. Polia bimaculosa ingår i släktet Polia och familjen nattflyn. Inga underarter finns listade i Catalogue of Life.